# Сітелер (станція метро)
41°05′17″ пн. ш. 28°47′48″ сх. д. / 41.088023131808° пн. ш. 28.796662488193° сх. д.
Сітелер (тур. Siteler) — станція лінії М3 Стамбульського метрополітену. Відкрита 14 липня 2013
Розташована під бульваром Сулейман Демірель, на півдні центру Башакшехір, обслуговує промисловий район Ататюрка.
Пересадки
- Автобус: 78, 78C, 78FB, 78G, 78H, 78Ş, 79B, 79E, 79T, 82S, 98H, 98KM, 146B, 146K, 146M, MK31
- Маршрутки: Ширіневлер-Каяшехір

Конструкція — колонна трипрогінна станція мілкого закладення з однією острівною платформою.